# Johann Christoph Altnikol
Johann Christoph Altnikol (Berna, gedoopt 1 januari 1720 - Naumburg, 25 juli 1759) was een Duitse organist, zanger en componist. Hij is vooral bekend geworden als de schoonzoon van Johann Sebastian Bach en als officieel kopiist van diens composities.

## Levensloop
Over de jeugd van Altnikol is weinig bekend. Hij werd geboren in Berna in Silezië als de zoon van Gottfried Altnickol, een arme wever. In 1733 bezocht hij het lyceum van Lauban en vanaf 1740 werkte hij als hulporganist bij de Maria Magdalenakathedraal in Breslau.

### Studie in Leipzig
In 1744 begon Altnikol in Leipzig aan een studie theologie. Hij had een basstem en mocht daarom vanaf 1745 als zanger deelnemen aan het jongenskoor van Johann Sebastian Bach. Dit was overigens niet geheel volgens de regels, want Bach mocht eigenlijk geen universiteitsstudenten aannemen voor dit koor. Bach had echter behoefte aan lage zangstemmen.
Verder verzorgde Altnikol in Leipzig het kopieerwerk van de composities van Bach. Hieronder valt onder andere het tweede deel van Das wohltemperierte Klavier.
Bachs zoon Wilhelm Friedemann Bach werkte intussen in Dresden en raadde in 1746 Altnikol aan als zijn opvolger daar. Wilhelm gaf aan dat Altnikol les had gekregen in compositieleer en klavier van Johann Sebastian Bach, maar deze aanbeveling mocht niet baten: Altnikol werd gepasseerd.

### Naumburg

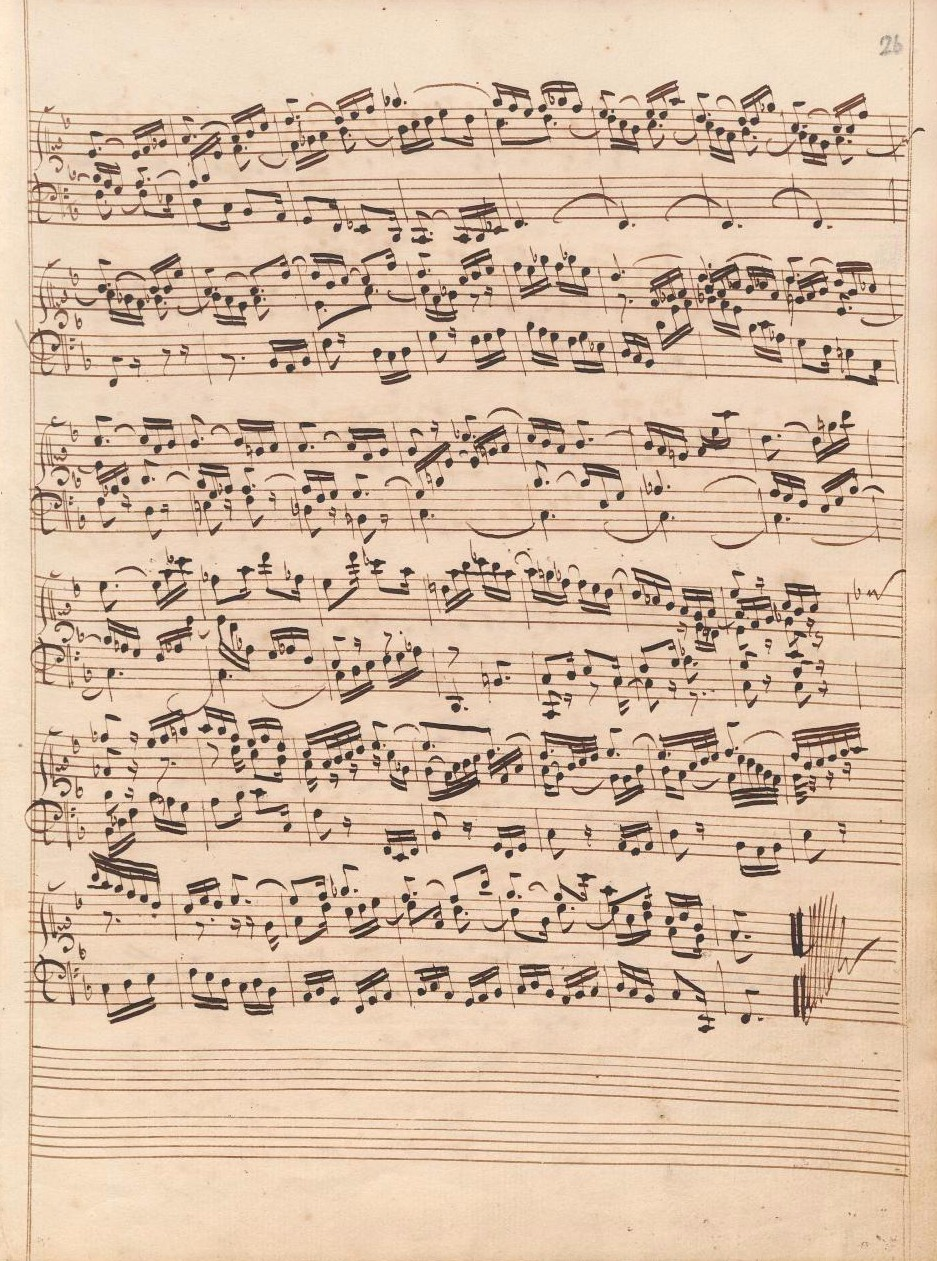
Een pagina uit een fuga van J.S. Bach, gekopieerd door Altnikol in 1744.

Mede op voorspraak van Johann Sebastian Bach kreeg Altnikol in januari 1748 een aanstelling als organist in Niederwiesa. Hij bleef hier niet lang, want in september van dat jaar volgde een aanstelling als organist van de Sankt Wenzel in Naumburg, wederom na een aanbeveling van Bach.
Op 20 januari 1749 trouwde Altnikol met Elisabeth Juliane Friedericia, een dochter van Bach. Het echtpaar kreeg drie kinderen, waarvan de twee dochters de volwassen leeftijd bereikten.
Nadat Bach in 1750 was overleden, trad Altnikol op als vertegenwoordiger voor Bachs erfenis. Hij nam tevens Bachs gehandicapte zoon Gottfried Heinrich in huis. Verder verzorgde Altnikol in 1750-1751 nog het kopieerwerk van twee koralen (BWV 666 en BWV 667) van Bach ten behoeve van de bundel Leipziger koralen.
In 1759 overleed Altnikol. Zijn weduwe bleef nog enige tijd wonen in Naumburg, in ieder geval totdat haar broer Gottfried Heinrich in 1763 overleed. 

### Componist
Altnikol was niet alleen organist en zanger, maar ook componist. Van zijn orgelwerken is echter niets bewaard gebleven, terwijl er van zijn kerkmuziek en klaviercomposities slechts een klein deel is behouden.  
Zijn muziek was niet opmerkelijk genoeg om echt op te vallen. Wel gaf zijn schoonvader Johann Sebastian Bach hoog op over Altnikols composities, maar dat lag waarschijnlijk meer aan de persoonlijke band tussen de twee dan aan de daadwerkelijke kwaliteit van de muziek.  